# 米良祐次
米良 祐次（めら すけつぐ）は、戦国時代から安土桃山時代にかけての武将。日向伊東氏の家臣。日向国臼杵郡門川城主。
米良氏は肥後菊池氏の末裔とされる。
門川城は伊東領の北辺を担う日向三城（門川城・塩見城・日知屋城）のうち、最北端に位置する。門川より北は伊東氏と敵対する土持氏の領地であり、このためか飫肥や真幸院の合戦に従軍した記録はない。
元亀3年（1572年）、木崎原の戦いに敗れた伊東氏が次第に島津氏に対し劣勢になると、その隙をついた土持親成に攻められるようになる。三城は合力して土持氏を撃退したものの、天正5年（1577年）伊東氏は一時的に豊後国退去し、島津氏の軍門に下らざるを得なくなった。
しかし、三城では島津氏を打ち破るため、豊後の大友氏の下に身を寄せた伊東義祐と密かに連絡を取り、大友氏を盟主と仰いだ日向侵攻を要請する。これを受けて大友義統が大軍を擁して日向入りし、ここに伊東の都於郡復帰も成就するかに思われたが、天正6年（1578年）の耳川の戦いにおいて大友氏は島津義久に敗北を喫し、従軍していた日向三城の城主達（米良祐次、塩見城主・右松四郎左衛門尉、日知屋城主・福永氏本）も悉く戦死した。